# I soliti ignoti
I soliti ignoti (em Portugal: Gangsters Falhados; no Brasil: Os eternos Desconhecidos) é um filme de comédia italiano de 1958 dirigido por Mario Monicelli.
Estreou em Portugal a 13 de novembro 1959.